# 麥克·羅斯
麥克·羅斯（英語：Mike Ross；1979年12月21日—）是一位愛爾蘭橄欖球運動員。他是愛爾蘭國家橄欖球隊的一員，代表愛爾蘭參加了2015年世界盃橄欖球賽。